# Théâtre de Caen
Résidence
Les Arts florissants (jusqu'en 2015)
Le théâtre de Caen est l'un des principaux théâtres de la ville de Caen. Détruit en 1944, il a été reconstruit après la guerre.

## Histoire

### Les origines du théâtre à Caen
Pendant des siècles, les concerts et représentations théâtrales à Caen se sont déroulés principalement dans la rue, notamment place Royale ou en haut de la rue aux Namps (alors bordée par des galeries couvertes). Comme il était d'usage, l'université de Caen possédait une troupe théâtrale. Installés au collège du Mont de 1609 à 1763, les Jésuites organisaient régulièrement avec leurs élèves des pièces de théâtre lors de la distribution des prix en août ou pour accueillir des notables. Enfin des troupes itinérantes passaient régulièrement à Caen  et trouvaient asile dans la salle du jeune paume dit du Grand Roch.

### Les premières salles de théâtre à partir du XVIIIe
Le 5 juin 1764, un arrêté municipal, confirmé par une ordonnance royale du 29 mars 1765, autorise François Cressart-Bernaulx, directeur du théâtre de Rouen, à construire la première véritable salle de spectacle de Caen sur un terrain occupé par des cabarets près du champ de foire. Située dans le quartier Saint-Jean près de l'entrée du cours La-Reine (actuel cours Général-de-Gaulle), la salle de la Comédie, ouvre en 1765. 
Jugée incommode, la salle de spectacle est remplacée par un nouveau théâtre construit par l'architecte de la ville (Émile Guy) à l'extrémité du pont Saint-Jacques sur les bords de la Noë. Le bâtiment, inauguré le 23 avril 1838 et rénovée en 1878, occupe un terrain de 22 mètres de large pour 43 mètres de longueur. Sa façade de style classique se compose d'un péristyle en saillie formé par six colonnes d'ordre toscan et corinthien, ainsi que d'un fronton orné d'un bas-relief représentant la Renommée. À l'intérieur, la salle de forme circulaire, pouvant accueillir 1 000 spectateurs, est ceinte par trois niveaux de loges, décorée dans un style Renaissance par M. Séchan. Le théâtre de Saint-Quentin, dans l'Aisne, est construit sur le même modèle.

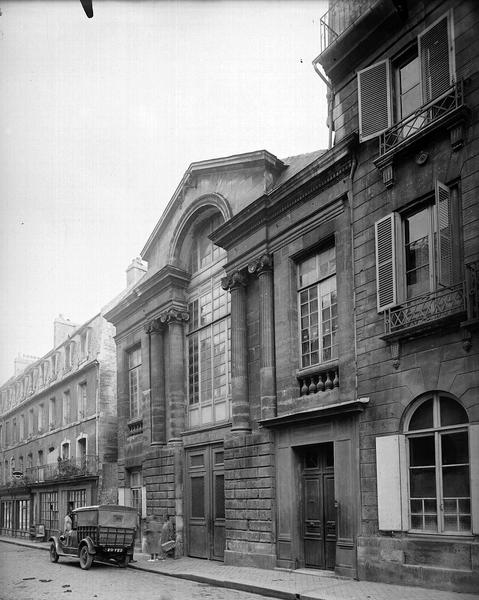
L'ancienne salle de la Comédie après sa reconversion en entrepôt de tabac.
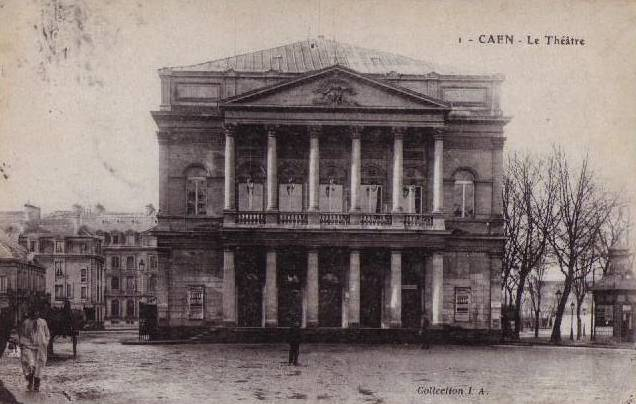
Le théâtre de Caen, construit en 1838 et détruit en 1944.

### La salle actuelle reconstruite après la Seconde Guerre mondiale
Cette salle est détruite lors des bombardements de 1944. Engagé en 1945 comme responsable des spectacles au sein de l'Office municipal de la jeunesse (OMJ), Jo Tréhard fonde en 1947 le centre régional d'art dramatique qui s'installe en janvier 1949 dans un baraquement militaire de 48 mètres de long avenue Albert-Sorel. Du fait de sa forme, la salle de spectacle de 620 places, à l'origine baptisée salle des Beaux-Arts, est rapidement surnommée le Tonneau. Entre le 22 janvier 1949 et le 5 juin 1962, la salle accueille 251 spectacles et 100 000 spectateurs. Charles Dullin y joue l'Avare deux semaines avant sa mort. Jean Vilar et Gérard Philipe y jouent le Cid.
En 1954, Yves Guillou décide de la reconstruction du théâtre à l'emplacement de l'ancienne salle détruite en 1944 ; l'actuel théâtre est toutefois légèrement décalé par rapport à l'ancienne salle. Jo Tréhard est nommé pour se charger de la reconstruction. Le choix des architectes s'avère difficile et à l'issue d'un concours deux architectes sont désignés. Alain Bourbonnais dont le projet est en phase avec les idées de Jo Tréhard se voit confier la conception de l'intérieur de la salle, alors que François Carpentier construit les façades. Les vitraux sont de François Baron-Renouard. Le projet est présenté en 1958 à quelques mois du lancement du concept de la maison de la Culture par André Malraux. Le nouveau bâtiment occupe une surface de 73 mètres sur 40 mètres (2 960 m2 au sol). En 1961, Jo Tréhard fonde la Compagnie du Théâtre de Caen qui connaît un succès immédiat avec Le Mariage de Figaro.
Le bâtiment est inauguré le 24 avril 1963 mais André Malraux se fait excuser « pour raisons de santé ». La salle devient Théâtre-Maison de la Culture (TMC). La programmation novatrice et indépendante farouchement défendue par Jo Tréhard connait un certain succès dès la première année avec 74 262 entrées. Mais dès 1964, la municipalité et la bourgeoisie caennaise, plus favorables à un théâtre de variété, se montrent très hostile envers le TMC ; une subvention de 100 000 francs est refusé au théâtre qui est obligé d'annuler sa saison d'été. De ce conflit naît l'association des amis du TMC (ATMC) dont l'un des animateurs est Louis Mexandeau. Deuxième bras de fer en 1967 quand le maire Jean-Marie Louvel menace de supprimer une subvention si la programmation n'est pas recadrée. Le 29 février 1968, alors que la pièce Richard II fait salle comble, la mairie dénonce la convention liant la ville et l'État, Jo Tréhard réagit « à l'heure où Richard II meurt sur scène, le maire de Caen et une majorité du conseil signifient l'arrêt de mort du TMC ». À la suite des violents événements de mai 1968, la municipalité, propriétaire des lieux, profite du désengagement de l'État en matière culturel pour réclamer l'usage des locaux, le ministère ayant annoncé qu'il arrêtera sa subvention à compter du 1er janvier 1969. Pour éviter d'être soumise aux desiderata de la mairie, l'association du TMC s'auto-dissout le 26 août 1969.
La troupe de Jo Tréhard fonde alors un nouveau théâtre dans une salle de patronage, la Comédie de Caen, actuel Théâtre des Cordes, du centre dramatique national de Normandie. En 1990-1991, le théâtre est rénové et une installation lumineuse est installée au plafond afin de figurer un ciel étoilé.
Afin de réaliser d'importants travaux de restauration, le théâtre de Caen a fermé ses portes en juillet 2013 pour 18 mois. La réouverture est prévue pour janvier 2015.
Le théâtre de Caen a servi de modèle au théâtre Daniel-Sorano, le théâtre national du Sénégal à Dakar, inauguré en 1965.
À sa création en 1986, l'artothèque de Caen occupe un temps des locaux au sein du théâtre (actuel café Côté Cour).

## Programmation
Les fonds du Théâtre de Caen sont riches de :
- 2 maquettes planes et en volume de décors
- 150 costumes et accessoires de costume
- 10 dessins
- 200 clichés
- 100 vidéocassettes
- 20 audiocassettes

Depuis 2015, l'Ensemble Correspondances est en résidence au théâtre de Caen. Ils y ont notamment mis en scène le Ballet royal de la nuit en novembre 2017.
De 1990 à 2015, date à laquelle la municipalité décide de ne pas renouveler son soutien à l'ensemble, le théâtre de Caen est le lieu de résidence privilégié des Arts Florissants. En 2002, 2005, 2007 et en 2009, l'académie du Jardin des Voix y est également organisée.
Durant la saison 2007-2008, le théâtre dispose 4 600 abonnés et a accueilli 100 000 spectateurs, dont 30 % aux concerts gratuits, avec un taux de remplissage de 93 %.
Le théâtre de Caen accueille la saison musicale de la Maîtrise de Caen, riche de 2 concerts et de 20 auditions annuels. Les auditions - concerts gratuits d'une demi-heure - ont lieu le samedi midi en l'église Notre Dame de la Gloriette pendant les périodes scolaires.
Le théâtre est membre de la Réunion des opéras de France, de l'association Opera Europa et du syndicat professionnel Les Forces musicales. Il est partenaire de l'événement Voix Nouvelles.